# Пінон вануатський
Пі́нон вануатський (Ducula bakeri) — вид голубоподібних птахів родини голубових (Columbidae). Ендемік Вануату.

## Опис
Довжина птаха становить 40 см. Виду не притаманний статевий диморфізм. Голова і потилиця сірувато-сизі, шия темно-пурпурово-бронзові. Спина і покривні пера крил темно-сірі з металевим відблиском. Нижні покривні пера крил каштанові, махові пера руді. Горло темно-сіре, груди темно-пурпурово-бронзові з легким відблиском, живіт темно-каштановий. Надхвістя чорне, гузка руда. Очі жовті з оранжевими кільцями, дзьоб чорний, лапи рожевувато-червоні.

## Поширення і екологія
Вануатські пінони мешкають на півночі Вануату. Вони живуть у вологих гірських і рівнинних тропічних лісах. Зустрічаються поодинці, парами або невеликими зграями, на висоті від 200 до 1800 м над рівнем моря, переважно на висоті понад 500 м над рівнем моря. Живляться плодами. Ведуть кочовий спосіб життя.

## Збереження
МСОП класифікує цей вид як такий, що не потребує особливих заходів зі збереження. За оцінками дослідників, популяція вануатських пінонів становить від 2,5 до 23 тисяч птахів. Їм загрожує знищення природного середовища і полювання.